# Rifle Mk 13
El rifle MK 13 se basa en la versión 2.0 del  sistema de chasis de Accuracy International (AICS) acoplado al cerrojo del Remington 700 de acción larga que alimenta cartuchos calibre 7,62 × 51 mm OTAN. La culata plegable AICS 2.0 reduce la longitud total del rifle en 210 mm (8,3 plg) cuando está doblado, pero le suma 0,2 kg (0,4 lb) al peso total del rifle. 
El diseño de la culata del fusil se ajusta lateralmente y permite modificar la altura para una posición óptima de las mejillas cuando se encara usando el equipo de visión nocturna o miras telescópicas con campanas grandes. También ofrece una opción de culata de ajuste rápido que tiene una carrillera con resorte junto con una cantonera de ajuste rápido. 
Los paneles laterales están fabricados de un polímero de alta resistencia y están disponibles en los colores verde oliva, tierra oscura y negro. 
Los puntos de sujeción del cabestrillo están montados a cada lado del rifle, permitiendo su uso a diestros y zurdos, para cargarlos a la espalda cómodamente. 
Un punto de fijación frontal está situado debajo de la parte delantera y puede usarse para anclar un cabestrillo estilo objetivo o reemplazarse por un adaptador para un bípode Harris.

## Mk 13 MOD 0
El Mk 13 MOD 0 fue utilizado anteriormente por los SEAL de la Marina de EE. UU. Se sabe poco sobre su uso y características ya que son raras las fotografías disponibles. Las imágenes publicadas muestran un receptor Remington 700 de acción larga acoplado a una culata McMillan A2. El rifle tenía una recámara. El rifle fue el arma de francotirador más prolífica de la Armada hasta la llegada del Mk 13 Mod 5. Se sabe que el arma fue utilizada por Chris Kyle, Robert J. O'Neill y Howard E. Wasdin.

## Mk 13 MOD 5
El Comando de Operaciones Especiales de los Estados Unidos utiliza el rifle MK 13 MOD 5 con recámara en Winchester 300 Magnum. El Mk 13 MOD 5 utiliza el cerrojo de "acción larga" del Remington 700 / M24 y tiene un cañón de precisión que puede equiparse con el supresor del fusil Mk 11. Cuenta con un sistema de riel modular para accesorios (MARS) de 3 lados para montar ópticas en la parte superior y accesorios de riel Picatinny en cada lado, y un bípode plegable. El Mk 13 iba a ser reemplazado gradualmente por el rifle de francotirador de precisión Mk 21 en el uso del ejército estadounidense. Sin embargo, se decidió que el MK21 no cumplía con los requisitos de SOCOM en 2018, y el programa volvió a competir con el Barrett MRAD seleccionado en 2019 como el rifle de francotirador avanzado Mk 22.

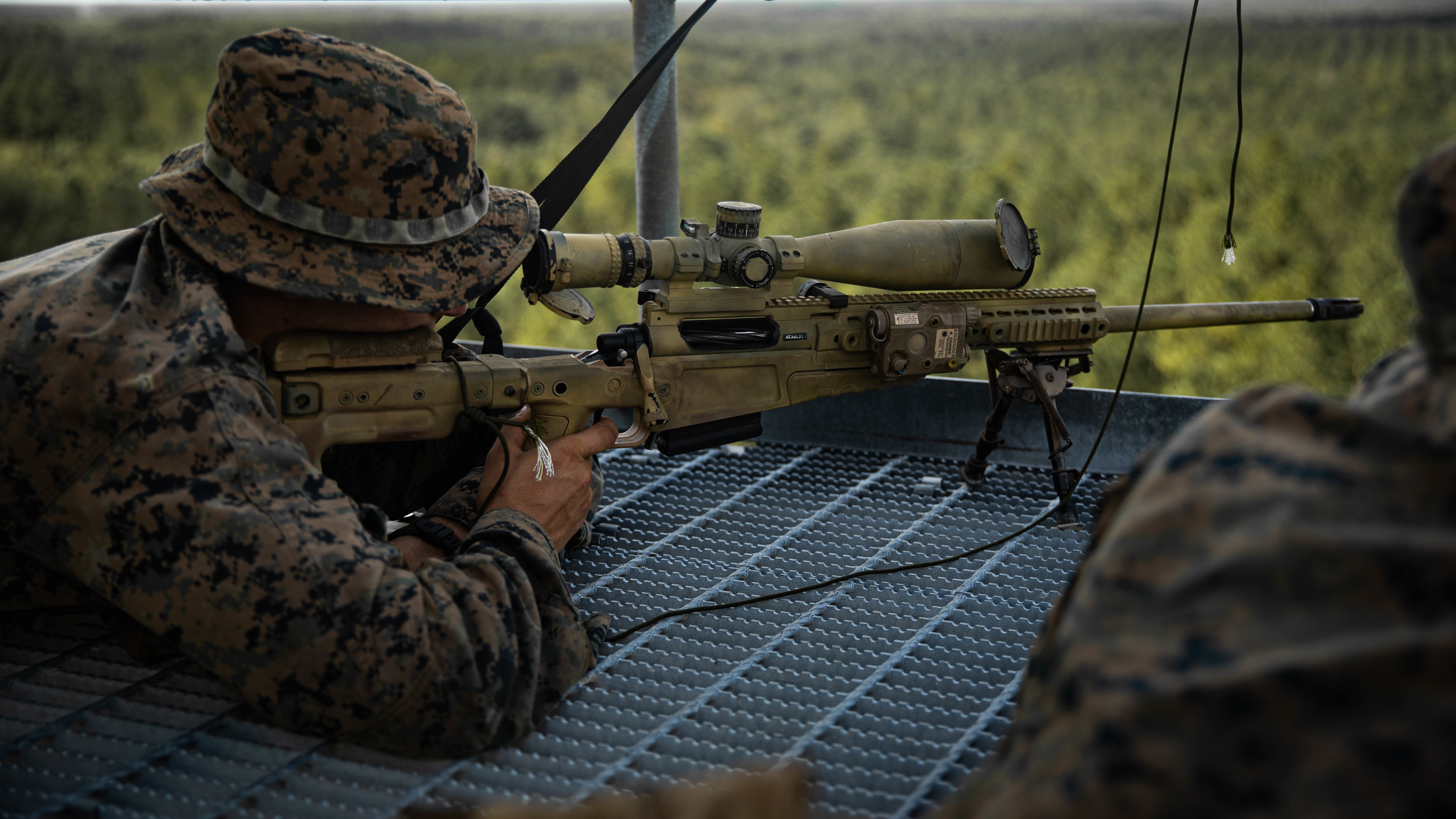
MK 13 MOD 7

En abril de 2018, el Cuerpo de Marines de EE. UU. anunció que reemplazaría el rifle de francotirador M40 por el Mk 13 MOD 7; el M40 había estado en servicio con los Marines desde 1966, y el último M40A6 se actualizó en 2014. El Mk 13 con recámara en .300 Winchester Magnum aumenta el rango de 1000 metros con el M40 a 1300 metros, lo que brinda a los francotiradores de la Marina capacidades similares a las del rifle de francotirador mejorado M2010 del Ejército de EE. UU.

## Reemplazo
El Cuerpo de Marines planea presentar el Barrett Firearms Manufacturing Mk22 MRAD (diseño adaptativo multifunción) en 2021 para su programa Advanced Sniper Rifle (ASR) para eventualmente reemplazar al Mk13 MOD 7; los marines planean comprar 250 rifles. Capaz de tener recámaras en .300 Norma Magnum y .338 Norma Magnum, el Mk22 puede disparar hasta 1500 metros, varios cientos de metros más lejos que el Mk13 MOD 7 calibre .300 Winchester Magnum.